# Maximilian Guilliaud
Maximilian Guilliaud est né vers 1522 à Chalon sur Saône et mort le 12 août 1597 au prieuré de Sainte-Geneviève-des-Bois. Chanoine de la cathédrale Saint-Vincent de Chalon, il étudie au Collège de Navarre et est nommé docteur en théologie. Compositeur, il publie onze chansons profanes et un Magnificat. Il publie l'un des premiers traités de musique en français chez Nicolas Du Chemin dont la dédicace est adressée à Claudin de Sermisy. Son traité mentionne des aspects de notation rythmique dans le chant de l'alouette de Clément Janequin. Il est lui-même mentionné par Blockland de Montfort dans ses Instructions fort facile pour apprendre la musique pratique (1573).

## Biographie
Né vers 1522, il fait ses premières études au collège de Chalon-sur-Saône. En 1556, il fait son entrée au Collège de Navarre où il obtiendra le titre de Docteur en Théologie en 1561. Il est nommé Précepteur du Cardinal Charles de Bourbon alors Archevêque de Rouen qui le nommera archidiacre du Grand-Caux. En 1561, il est présent au procès de Jean Tanquerel,.

## Publications

### Chansons polyphoniques à 4 voix publiées entre 1549 et 1552[5]
- Si mon grand mal ne peult finir
- Faire ne puis sans dueil & desplaisir
- Une safrette safrettant
- Je ne veulx plus de mon malheur me plaindre
- Puisque tu veulx mettre fin à ta plaincte
- Si le pouvoir de Diane a esté
- Je ly au cueur de m'amye
- Pourquoy fais-tu à aultre chere
- Si je n'avois de fermeté
- A ce matin d'un beau bouquet de rose
- Je sentz en moy une flamme nouvelle

### Magnificat en 1553
Magnificat du 3e ton en 1553 chez Nicolas Du Chemin

### Traité de musique en 1554
Rudiments de musique practique
Il suggère une précision de notation relative à la musica ficta.

### Préface
Préface des Homiliae quadragesimales de Claude Guilliaud à Pierre Hennequin en 1568